# 南亞粗柄蘚
南亞粗柄蘚（学名：Trachyloma indicum）为蕨蘚科粗柄蘚屬下的一个种。